# МБАЛ Търговище
МБАЛ Търговище е болница в Търговище, разположена на бул. „Сюрен“ №1, кв. „Запад“. Тя е областна болница, която обслужва населението на област Търговище, от общините – Търговище, Омуртаг, Попово, Антоново и Опака. Осъществява дейността си при стриктно спазване на изискванията на Закона за лечебните заведения, Търговския закон и останалите действащи нормативни актове. Собствеността на болницата е разпределена по акции, към 2023 г. най-голям дял има държавата (около 77%), на второ място е община Търговище с 10%.

## История
В първите години след Освобождението, болницата се е помещавала в обикновено жилище с налични двадесет легла, а специалностите, по които са били лекувани пациентите били хирургия, вътрешни и инфекциозни болести. През 1906 г. е открита официално новата сграда на болницата, която разполагала с четиридесет легла.
През годините на войните, в които участва България поставят много изпитания пред болницата. Не достигат финансови средства, снабдяването с лекарства е затруднено, а болести като туберкулозата вземат застрашителни размери. Съставът на болницата остава почти непроменен – 1 лекар, 1 фелдшер (другият преминава на работа в градската амбулатория), 2 болногледачки, като медицински сестри все още не са назначени.
През 1945 г. в таванските помещения на бивша аптека се открива първия родилен дом в Търговище. Първият завеждащ е Д-р Пенев, след него е Д-р Смоленски. Дейността на лекаря подпомагат 3 акушерки и 2 санитарки.

### Народна република България
През 1951 г. се открива Околийска болница с главен лекар Д-р Лазаров, която разполага със 65 легла, увеличени до 100 през 1952 г. До този момент град Търговище разполага с поликлиника, родилен дом и тубдиспансер със стационар. С откриването на болницата в стационара се разкриват трите отделения: акушеро-гинекологично със завеждащ Д-р Смоленски, детско отделение със завеждащ Д-р Лазаров и вътрешно, което също се ръководи от Д-р Лазаров. През третото тримесечие се разкрива и хирургическото отделение със завеждащ Д-р Попсавов, който същевременно става и главен лекар. Разкрива се и клинична лаборатория.
В поликлиниката започват да работят кабинети, съответни на отделенията в стационара и още рентгенов кабинет със завеждащ Д-р Хинков, кабинет УНГ със завеждащ Д-р Рувим Попов и зъболекарски кабинет.
През 1959 г. се създава Окръжна болница – Търговище, след новото административно-териториално деление на страната и създаването на Търговищки окръг.
На 30 ноември 1963 г., в присъствието на Министъра на народното здраве – Кирил Игнатов е открита тържествено сградата на Окръжна болница, която съществува и до днес като част от целия болничен комплекс.
През 1970-те години се обособяват като отделения „ОАРИЛ“, „Ортопедия“, „Урология“, вътрешните отделения се профилират: първо със кардио-ревматологичен профил, а второ пулмологичен и нефрологичен профил. Болницата през този период разполага с около 930 служители. Едно от имената, което изпъква е това на доц. Чатрафилов завеждащ „Хирургично отделение“ (1971 – 1978).
През 1980-те години развитието на лечебното заведение продължава интензивно. Легловият фонд през 1980 г. е 760 легла, а през 1986 г. – 820 легла, обслужван от 1 063 служители. През тези години са разкрити: хемодиализен център с 6 поста, ІІІ вътрешно отделение, ІІ –ро неврологично, централно приемно отделение, съдебна медицина, за подобряване на детското здравеопазване се разкриват две филиални детски консултации, в поликлиниката се разкрива профилактичен и алергологичен кабинет, в паталогоанатомичното отделение се създава втора хистологична лаборатория, Акушеро-гинекологичен комплекс със 130 легла, включващ родилно отделение, патологична бременност и гинекология, неонатологично отделение, детско стационарно отделение се разделя на детско кърмаческо с 45 легла с ентероколитен сектор и сектор за интензивно лечение и активно наблюдение и детско вътрешно отделение с 35 легла, към Хирургично отделение се разкрива сектор по неврохирургия, Център за психично здраве. Изгражда се и дезинфекционна камера за обработка на постелъчно бельо и дюшеци след всеки изписан болен.
В периода от 1980 до 1986 г. с усилията на целия колектив и неуморната работа на ръководството на Окръжната болница се разширява обхвата на медицинската помощ, усъвършенства се организацията на труда, въвеждат се нови методи на работа. През месец ноември 1984 г. е проведена юбилейна научна сесия, посветена на 108 годишнината от създаването на Окръжна болница Търговище. Отпечатани са научни трудове на болницата, съдържащи научни съобщения и обобщен практически опит от работата на колектива. Болницата започва експериментално внедряване на автоматизирана информационна система от 1985 г. Този експеримент за тогавашните параметри се прави успоредно и в Пловдивската окръжна болница.
През 1987 г. Окръжна болница Търговище е преименувана на Първостепенна общинска болница, а от 1989 г. се нарича Обединена районна болница. Това е свързано с административно-териториалните промени в България. Ръководството полага усилия и в развитието на стопанската и административната дейност на болницата. От 1 януари 1988 г. се създава отделение „Информационни и здравно-организационни технологии“. Стопанските дейности се обособяват в самостоятелна единица – Дирекция за стопански и спомагателни дейности.

### Република България
През 1990-те години се случват структурни промени от обективно наложените фактори в периода на преход в България – ІІІ-то вътрешно отделение с филиал в град Омуртаг се преструктурира в Рехабилитационно отделение и се разполага в Профилакториума в местността „Парка“, на  6-7 километра от Търговище. От 1 януари 1995 г. Центърът за спешна медицинска помощ се отделя от Обединена районна болница, към нея остава звеното за неотложна медицинска помощ. През 1996 г. се закрива Акушеро-гинекологичният комплекс, създаден през 1986 г. През същата година в сградата на болницата е оборудвана съвременна стерилизационна, дарение от Швейцарския червен кръст. От 1995 г. паровата централа работи с природен газ. В лечебното заведение започва да функционира компютър-томограф. В периода от 1999 до 2000 г. реформите в здравеопазването оказват своето влияние и върху „ОРБ Търговище“, разделяйки се на стационар и поликлиника.

## Съвет на директорите
Съвет на директорите към юни 2023 г:
- Иван Василев Светулков – изпълнителен директор
- Явор Димитров Александров – председател
- Иван Георгиев Тянев – заместник-председател

## Структура
Болницата се състои от консултативно-диагностичен блок, стационарен блок, административно-стопански блок и болнична аптека.

### Консултативно-диагностичен блок
- Функционални и приемно-консултативни кабинети – акушерство и гинекология, функционална диагностика и вътрешни болести, детска психиатрия, ангиография, доплерова сонография на СС заболявания, електрофизиологична лаборатория (доплерова сонография, ЕЕГ, ЕМГ), кабинет евокирани потенциали (Нервно отделение), ендоскопски кабинети (АГ отделение, Хирургично отделение, УНГ отделение – АГО), бронхологичен кабинет и изследване на ФИД и КГА (ІІ-ро Второ вътрешно отделение), кабинет по ФИД и КГА (Педиатрично отделение), кабинети по флурисцентна ангиография и ултразвукова диагностика (Очно отделение), кожно-венерически болести, неврохирургия, нервни болести, очни болести и УНГ болести, педиатрия и клинична алергология, преданестезиологична подготовка, психиатрия, ортопедия и урология, хирургия
- Мултипрофилно спешно отделение
- Клинична лаборатория
- Микробиологична лаборатория (с дейност и като лаборатория по туберкулоза)
- Лаборатория медицинска паразитология
- Отделение по Образна диагностика
- Отделение по Съдебна медицина
- Отделение по хемодиализа (включително и кабинет по профилактика и лечение на болни с напреднала хронична бъбречна недостатъчност)
- Отделение по трансфузионна хематология
- Отделение по физиотерапия и рехабилитация
- Отделение по патология (обща и клинична)
- Териториална експертна лекарска комисия
- Дневен стационар към отделение по психиатрия

### Стационарен блок
- Отделение по вътрешни болести
  - Първо вътрешно отделение: кардиология, гастроентерология, ендокринология и болести на обмяната
  - Второ вътрешно отделение: хематология, нефрология, пневмология и фтизиатрия, ревматология и кардиология
- Отделение по хирургия
- Отделение по ортопедия и травматология
- Отделение по урология (разполага с две операционни зали)
- Операционен блок – Хирургични операционни зали (2 бр.), Зала ортопедия и травматология, Септична превързочна зала, Зала приспиване и събуждане
- Отделение по анестезиология и интензивно лечение
- Отделение по нервни болести
- Отделение по педиатрия
- Отделение по акушерство и гинекология (включително сектори родилен, раждане с повишен риск, патологична бременност и гинекология) – отделението разполага с предродилна и с две родилни зали, както и с две операционни зали
- Отделение по неонатология
- Отделение по инфекциозни болести
- Отделение по кожни и венерически болести
- Отделение по УНГ. Разполага с ендоскопски кабинет, операционна зала и аудиологичен сектор
- Отделение по очни болести с операционна зала
- Отделение по психиатрия

Към стационарния блок има:
- Център здравна консултация за майчино и детско здраве;
- Сектор по неинвазивна функционална диагностика на сърдечно-съдовата система;
- Център за обучение на пациенти и родители на деца със захарен диабет.

### Административно-стопански блок
- Административни дейности: човешки ресурси, счетоводство, деловодство
- Обслужващи дейности: транспортно звено, парова централа, пералня, поддръжка на материално-техническата база, звено за оперативно медицинско осигуряване с АТЦ
- Централна стерилизационна